# 2002-es labdarúgó-világbajnokság-selejtező (CONMEBOL)
A 2002-es labdarúgó-világbajnokság selejtezőjének CONMEBOL-zónájában összesen 10 nemzet versenyzett a 4,5 helyért. 
A 10 csapat egy csoportban oda-visszavágós alapon mérkőzött egymással. Az első fordulót 2000. március 28-án, az utolsót 2001. november 14-én rendezték. Az első négy helyezett kijutott a 2002-es világbajnokságra, az ötödik helyezett dél-amerikai ország pedig interkontinentális pótselejtezőt játszott az Óceániai-zóna győztesével. 

## Végeredmény
A bal oldali táblázatban a dél-amerikai csoport végeredménye látható. A tizennyolc forduló lejátszása után az első négy helyezett nemzet jutott ki a világbajnokságra, az ötödik helyezett csapat pedig részt vett az interkontinentális pótselejtezőn, amelyen az ÓFC-zóna 2. fordulójának győztese ellen mérkőzött meg a világbajnokságon való részvételi jogért.
| Hely. | Csapat    | M  | Gy | D | V  | G+ | G– | Gk  | P  | Továbbjutás                         |     | Argentína | Ecuador | Brazília | Paraguay | Uruguay | Kolumbia | Bolívia | Peru | Venezuela | Chile |
| ----- | --------- | -- | -- | - | -- | -- | -- | --- | -- | ----------------------------------- | --- | --------- | ------- | -------- | -------- | ------- | -------- | ------- | ---- | --------- | ----- |
| 1.    | Argentína | 18 | 13 | 4 | 1  | 42 | 15 | +27 | 43 | Kijutott a 2002-es világbajnokságra |     | —         | 2–0     | 2–1      | 1–1      | 2–1     | 3–0      | 1–0     | 2–0  | 5–0       | 4–1   |
| 2.    | Ecuador   | 18 | 9  | 4 | 5  | 23 | 20 | +3  | 31 | Kijutott a 2002-es világbajnokságra |     | 0–2       | —       | 1–0      | 2–1      | 1–1     | 0–0      | 2–0     | 2–1  | 2–0       | 1–0   |
| 3.    | Brazília  | 18 | 9  | 3 | 6  | 31 | 17 | +14 | 30 | Kijutott a 2002-es világbajnokságra |     | 3–1       | 3–2     | —        | 2–0      | 1–1     | 1–0      | 5–0     | 1–1  | 3–0       | 2–0   |
| 4.    | Paraguay  | 18 | 9  | 3 | 6  | 29 | 23 | +6  | 30 | Kijutott a 2002-es világbajnokságra |     | 2–2       | 3–1     | 2–1      | —        | 1–0     | 0–4      | 5–1     | 5–1  | 3–0       | 1–0   |
| 5.    | Uruguay   | 18 | 7  | 6 | 5  | 19 | 13 | +6  | 27 | Interkontinetális pótselejtező      |     | 1–1       | 4–0     | 1–0      | 0–1      | —       | 1–1      | 1–0     | 0–0  | 3–1       | 2–1   |
| 6.    | Kolumbia  | 18 | 7  | 6 | 5  | 20 | 15 | +5  | 27 |                                     |     | 1–3       | 0–0     | 0–0      | 0–2      | 1–0     | —        | 2–0     | 0–1  | 3–0       | 3–1   |
| 7.    | Bolívia   | 18 | 4  | 6 | 8  | 21 | 33 | −12 | 18 |                                     | 3–3 | 1–5       | 3–1     | 0–0      | 0–0      | 1–1     | —        | 1–0     | 5–0  | 1–0       |       |
| 8.    | Peru      | 18 | 4  | 4 | 10 | 14 | 25 | −11 | 16 |                                     | 1–2 | 1–2       | 0–1     | 2–0      | 0–2      | 0–1     | 1–1      | —       | 1–0  | 3–1       |       |
| 9.    | Venezuela | 18 | 5  | 1 | 12 | 18 | 44 | −26 | 16 |                                     | 0–4 | 1–2       | 0–6     | 3–1      | 0–1      | 2–2     | 4–2      | 3–0     | —    | 0–2       |       |
| 10.   | Chile     | 18 | 3  | 3 | 12 | 15 | 27 | −12 | 12 |                                     | 0–2 | 0–0       | 3–0     | 3–1      | 0–1      | 0–1     | 2–2      | 1–1     | 0–2  | —         |       |

## Mérkőzések

### 1. forduló
| 2000. március 28. 21:00 UTC–5 |

| Kolumbia | 0–0         | Brazília |
| -------- | ----------- | -------- |
|          | Jegyzőkönyv |          |

| Estadio El Campín, Bogotá Nézőszám: 42 000 Játékvezető: Gustavo Méndez (uruguayi) |

| 2000. március 29. 12:00 UTC−5 |

| Ecuador                  | 2–0         | Venezuela |
| ------------------------ | ----------- | --------- |
| Delgado 18' Aguinaga 57' | Jegyzőkönyv |           |

| Estadio Casa Blanca, Quito Nézőszám: 37 288 Játékvezető: Eduardo Gamboa (chilei) |

| 2000. március 29. 19:30 UTC−3 |

| Uruguay    | 1–0         | Bolívia |
| ---------- | ----------- | ------- |
| García 26' | Jegyzőkönyv |         |

| Estadio Centenario, Montevideo Nézőszám: 49 811 Játékvezető: Antônio Pereira (brazil) |

| 2000. március 29. 21:45 UTC−5 |

| Peru                               | 2–0         | Paraguay |
| ---------------------------------- | ----------- | -------- |
| Solano 55' (11-esből) Palacios 60' | Jegyzőkönyv |          |

| Estadio Nacional, Lima Nézőszám: 45 042 Játékvezető: Horacio Elizondo (argentin) |

| 2000. március 29. 21:30 UTC−3 |

| Argentína                                          | 4–1         | Chile     |
| -------------------------------------------------- | ----------- | --------- |
| Batistuta 9' Verón 33' 71' (11-esből) C. López 87' | Jegyzőkönyv | Tello 29' |

| Estadio Monumental Antonio Vespucio Liberti, Buenos Aires Nézőszám: 46 374 Játékvezető: Byron Moreno (ecuadori) |

### 2. forduló
| 2000. április 26. 12:00 UTC−4 |

| Bolívia     | 1–1         | Kolumbia     |
| ----------- | ----------- | ------------ |
| Sánchez 16' | Jegyzőkönyv | Castillo 32' |

| Estadio Hernando Siles, La Paz Nézőszám: 35 500 Játékvezető: José Arana (perui) |

| 2000. április 26. 19:00 UTC−4 |

| Venezuela | 0–4         | Argentína                          |
| --------- | ----------- | ---------------------------------- |
|           | Jegyzőkönyv | Ayala 8' Ortega 24' 77' Crespo 89' |

| Estadio José Pachencho Romero, Maracaibo Nézőszám: 19 355 Játékvezető: Carlos Amarilla (paraguayi) |

| 2000. április 26. 19:00 UTC−4 |

| Paraguay  | 1–0 | Uruguay |
| --------- | --- | ------- |
| Ayala 35' |     |         |

| Estadio Defensores del Chaco, Asunción Nézőszám: 18 350 Játékvezető: Ángel Sánchez (argentin) |

| 2000. április 26. 21:00 UTC−4 |

| Chile      | 1–1         | Peru     |
| ---------- | ----------- | -------- |
| Margas 42' | Jegyzőkönyv | Jayo 38' |

| Estadio Nacional, Santiago Nézőszám: 44 979 Játékvezető: Epifanio González (paraguayi) |

| 2000. április 26. 21:50 UTC−3 |

| Brazília                 | 3–2         | Ecuador                     |
| ------------------------ | ----------- | --------------------------- |
| Rivaldo 18' 51' Zago 43' | Jegyzőkönyv | Aguinaga 12' De la Cruz 75' |

| Estádio do Morumbi, São Paulo Nézőszám: 64 738 Játékvezető: Henry Cervantes (kolumbiai) |

### 3. forduló
| 2000. június 3. 17:00 UTC−3 |

| Uruguay               | 2–1         | Chile                   |
| --------------------- | ----------- | ----------------------- |
| Silva 35' Montero 42' | Jegyzőkönyv | Zamorano 39' (11-esből) |

| Estadio Centenario, Montevideo Nézőszám: 60 000 Játékvezető: Robert Troxler Ayala (paraguayi) |

| 2000. június 3. 18:15 UTC−4 |

| Paraguay                    | 3–1         | Ecuador      |
| --------------------------- | ----------- | ------------ |
| Toledo 10' Brizuela 42' 63' | Jegyzőkönyv | Graziani 87' |

| Estadio Defensores del Chaco, Asunción Nézőszám: 22 000 Játékvezető: Gustavo Gallesio Greco (uruguayi) |

| 2000. június 4. 15:00 UTC−3 |

| Argentína    | 1–0         | Bolívia |
| ------------ | ----------- | ------- |
| G. López 83' | Jegyzőkönyv |         |

| Estadio Monumental Antonio Vespucio Liberti, Buenos Aires Nézőszám: 50 669 Játékvezető: Márcio Rezende de Freitas (brazil) |

| 2000. június 4. 15:15 UTC−5 |

| Peru | 0–1         | Brazília |
| ---- | ----------- | -------- |
|      | Jegyzőkönyv | Zago 34' |

| Estadio Nacional, Lima Nézőszám: 45 000 Játékvezető: Daniel Giménez (argentin) |

| 2000. június 4. 17:45 UTC−5 |

| Kolumbia                                          | 3–0         | Venezuela |
| ------------------------------------------------- | ----------- | --------- |
| Viveros 27' Córdoba 42' (11-esből) Valenciano 89' | Jegyzőkönyv |           |

| Estadio El Campín, Bogotá Nézőszám: 20 854 Játékvezető: Oscar Godoi (brazil) |

### 4. forduló
| 2000. június 28. 19:00 UTC−4 |

| Venezuela                                                      | 4–2         | Bolívia                   |
| -------------------------------------------------------------- | ----------- | ------------------------- |
| Mea Vitali 24' Morán 38' Savarese 61' Tortolero 68' (11-esből) | Jegyzőkönyv | Moreno 49' Baldivieso 58' |

| Estadio Polideportivo de Pueblo Nuevo, San Cristóbal Nézőszám: 7000 Játékvezető: Rogger Zambrano (ecuadori) |

| 2000. június 28. 21:45 UTC−3 |

| Brazília               | 1–1         | Uruguay  |
| ---------------------- | ----------- | -------- |
| Rivaldo 85' (11-esből) | Jegyzőkönyv | Silva 5' |

| Estádio do Maracana, Rio de Janeiro Nézőszám: 50 000 Játékvezető: Óscar Ruiz (kolumbiai) |

| 2000. június 29. 16:00 UTC−5 |

| Ecuador               | 2–1         | Peru        |
| --------------------- | ----------- | ----------- |
| Chalá 14' Hurtado 51' | Jegyzőkönyv | Pajuelo 73' |

| Estadio Olímpico Atahualpa, Quito Nézőszám: 40 167 Játékvezető: Carlos Eugênio Simon (brazil) |

| 2000. június 29. 19:45 UTC−4 |

| Chile                                                | 3–1         | Paraguay    |
| ---------------------------------------------------- | ----------- | ----------- |
| Caniza 19' (öngól) Salas 35' Zamorano 80' (11-esből) | Jegyzőkönyv | Cardozo 71' |

| Estadio Nacional de Chile, Santiago Nézőszám: 53 970 Játékvezető: Claudio Martin (argentin) |

| 2000. június 29. 20:30 UTC−5 |

| Kolumbia   | 1–3         | Argentína                    |
| ---------- | ----------- | ---------------------------- |
| Oviedo 26' | Jegyzőkönyv | Batistuta 23' 44' Crespo 75' |

| Estadio El Campín, Bogotá Nézőszám: 43 246 Játékvezető: Jorge Larrionda (uruguayi) |

### 5. forduló
| 2000. július 18. 19:30 UTC−3 |

| Uruguay                         | 3–1         | Venezuela   |
| ------------------------------- | ----------- | ----------- |
| Olivera 28' 90+2' Rodríguez 53' | Jegyzőkönyv | Noriega 23' |

| Estadio Centenario, Montevideo Nézőszám: 58 000 Játékvezető: René Ortubé (bolíviai) |

| 2000. július 18. 21:40 UTC−3 |

| Paraguay              | 2–1         | Brazília    |
| --------------------- | ----------- | ----------- |
| Paredes 6' Campos 83' | Jegyzőkönyv | Rivaldo 74' |

| Estadio Defensores del Chaco, Asunción Nézőszám: 40 000 Játékvezető: Jorge Larrionda (uruguayi) |

| 2000. július 19. 16:00 UTC−4 |

| Bolívia    | 1–0         | Chile |
| ---------- | ----------- | ----- |
| Suárez 85' | Jegyzőkönyv |       |

| Estadio Hernando Siles, La Paz Nézőszám: 35 412 Játékvezető: John Toro Rendón (kolumbiai) |

| 2000. július 19. 21:00 UTC−3 |

| Argentína               | 2–0         | Ecuador |
| ----------------------- | ----------- | ------- |
| Crespo 29' C. López 49' | Jegyzőkönyv |         |

| Estadio Monumental Antonio Vespucio Liberti, Buenos Aires Nézőszám: 44 199 Játékvezető: Daniel Bello (uruguayi) |

| 2000. július 19. 21:10 UTC−5 |

| Peru | 0–1         | Kolumbia  |
| ---- | ----------- | --------- |
|      | Jegyzőkönyv | Ángel 48' |

| Estadio Nacional, Lima Nézőszám: 32 207 Játékvezető: Mario Sánchez Yantén (chilei) |

### 6. forduló
| 2000. július 25. 16:00 UTC−5 |

| Ecuador | 0–0         | Kolumbia |
| ------- | ----------- | -------- |
|         | Jegyzőkönyv |          |

| Estadio Olímpico Atahualpa, Quito Nézőszám: 37 617 Játékvezető: Ubaldo Aquino (paraguayi) |

| 2000. július 25. 20:00 UTC−4 |

| Venezuela | 0–2         | Chile                  |
| --------- | ----------- | ---------------------- |
|           | Jegyzőkönyv | Tapia 70' Zamorano 89' |

| Estadio Polideportivo de Pueblo Nuevo, San Cristóbal Nézőszám: 14 880 Játékvezető: Héctor Baldassi (argentin) |

| 2000. július 26. 19:30 UTC−3 |

| Uruguay | 0–0         | Peru |
| ------- | ----------- | ---- |
|         | Jegyzőkönyv |      |

| Estadio Centenario, Montevideo Nézőszám: 54 345 Játékvezető: Oscar Godoi (brazil) |

| 2000. július 26. 21:45 UTC−3 |

| Brazília                | 3–1         | Argentína     |
| ----------------------- | ----------- | ------------- |
| Alex 5' Vampeta 45' 50' | Jegyzőkönyv | Almeyda 45+1' |

| Estadio do Morumbi, São Paulo Nézőszám: 80 000 Játékvezető: Gustavo Méndez (uruguayi) |

| 2000. július 27. 16:10 UTC−4 |

| Bolívia | 0–0         | Paraguay |
| ------- | ----------- | -------- |
|         | Jegyzőkönyv |          |

| Estadio Hernando Siles, La Paz Nézőszám: 39 142 Játékvezető: Luciano Almeida (brazil) |

### 7. forduló
| 2000. augusztus 15. 18:00 UTC−5 |

| Kolumbia     | 1–0         | Uruguay |
| ------------ | ----------- | ------- |
| Castillo 75' | Jegyzőkönyv |         |

| Estadio El Campín, Bogotá Nézőszám: 31 000 Játékvezető: Daniel Giménez (argentin) |

| 2000. augusztus 15. 21:30 UTC−4 |

| Chile                            | 3–0         | Brazília |
| -------------------------------- | ----------- | -------- |
| Estay 25' Zamorano 43' Salas 74' | Jegyzőkönyv |          |

| Estadio Nacional, Santiago Nézőszám: 64 671 Játékvezető: Epifanio González (paraguayi) |

| 2000. augusztus 16. 16:00 UTC−5 |

| Ecuador         | 2–0         | Bolívia |
| --------------- | ----------- | ------- |
| Delgado 17' 59' | Jegyzőkönyv |         |

| Estadio Casa Blanca, Quito Nézőszám: 25 000 Játékvezető: Luis Solórzano (venezuelai) |

| 2000. augusztus 16. 21:00 UTC−3 |

| Argentína | 1–1         | Paraguay  |
| --------- | ----------- | --------- |
| Aimar 66' | Jegyzőkönyv | Acuña 60' |

| Estadio Monumental Antonio Vespucio Liberti, Buenos Aires Nézőszám: 46 000 Játékvezető: Antônio Pereira (brazil) |

| 2000. augusztus 16. 21:00 UTC−5 |

| Peru         | 1–0         | Venezuela |
| ------------ | ----------- | --------- |
| Palacios 69' | Jegyzőkönyv |           |

| Estadio Nacional, Lima Nézőszám: 41 084 Játékvezető: Byron Moreno (ecuadori) |

### 8. forduló
| 2000. szeptember 2. 18:00 UTC−4 |

| Paraguay                             | 3–0         | Venezuela |
| ------------------------------------ | ----------- | --------- |
| González 30' Cardozo 34' Paredes 43' | Jegyzőkönyv |           |

| Estadio Defensores del Chaco, Asunción Nézőszám: 40 000 Játékvezető: Juan Paniagua (bolíviai) |

| 2000. szeptember 2. 20:30 UTC−4 |

| Chile | 0–1         | Kolumbia     |
| ----- | ----------- | ------------ |
|       | Jegyzőkönyv | Castillo 66' |

| Estadio Nacional, Santiago Nézőszám: 60 000 Játékvezető: Gustavo Gallesio Greco (uruguayi) |

| 2000. szeptember 3. 15:00 UTC−3 |

| Uruguay                                         | 4–0         | Ecuador |
| ----------------------------------------------- | ----------- | ------- |
| Magallanes 15' Silva 37' Olivera 50' Cedrés 86' | Jegyzőkönyv |         |

| Estadio Centenario, Montevideo Nézőszám: 62 000 Játékvezető: Henry Cervantes (kolumbiai) |

| 2000. szeptember 3. 17:45 UTC−5 |

| Peru               | 1–2         | Argentína            |
| ------------------ | ----------- | -------------------- |
| Samuel 68' (öngól) | Jegyzőkönyv | Crespo 25' Verón 37' |

| Estadio Nacional, Lima Nézőszám: 43 951 Játékvezető: Óscar Ruiz (kolumbiai) |

| 2000. szeptember 3. 21:30 UTC−3 |

| Brazília                                                     | 5–0         | Bolívia |
| ------------------------------------------------------------ | ----------- | ------- |
| Romário 11' (11-esből) 77' 80' Rivaldo 46' Sandy 88' (öngól) | Jegyzőkönyv |         |

| Estádio do Maracanã, Rio de Janeiro Nézőszám: 55 000 Játékvezető: Guido Alvarado (chilei) |

### 9. forduló
| 2000. október 7. 20:00 UTC−5 |

| Kolumbia | 0–2         | Paraguay                    |
| -------- | ----------- | --------------------------- |
|          | Jegyzőkönyv | Santa Cruz 3' Chilavert 89' |

| Estadio El Campín, Bogotá Nézőszám: 42 330 Játékvezető: Horacio Elizondo (argentin) |

| 2000. október 8. 15:00 UTC−4 |

| Venezuela | 0–6         | Brazília                                                  |
| --------- | ----------- | --------------------------------------------------------- |
|           | Jegyzőkönyv | Euller 20' Juninho 28' Romário 31' 36' 38' (11-esből) 63' |

| Estadio José Pachencho Romero, Maracaibo Nézőszám: 6350 Játékvezető: Ubaldo Aquino (paraguayi) |

| 2000. október 8. 16:00 UTC−5 |

| Ecuador     | 1–0         | Chile |
| ----------- | ----------- | ----- |
| Delgado 75' | Jegyzőkönyv |       |

| Estadio Olímpico Atahualpa, Quito Nézőszám: 28 556 Játékvezető: John Toro Rendón (kolumbiai) |

| 2000. október 8. 16:00 UTC−4 |

| Bolívia   | 1–0         | Peru |
| --------- | ----------- | ---- |
| Suárez 5' | Jegyzőkönyv |      |

| Estadio Hernando Siles, La Paz Nézőszám: 21 791 Játékvezető: José Carpio (ecuadori) |

| 2000. október 8. 20:00 UTC−3 |

| Argentína                  | 2–1         | Uruguay           |
| -------------------------- | ----------- | ----------------- |
| Gallardo 27' Batistuta 41' | Jegyzőkönyv | Ayala 49' (öngól) |

| Estadio Monumental Antonio Vespucio Liberti, Buenos Aires Nézőszám: 48 792 Játékvezető: Márcio Rezende de Freitas (brazil) |

### 10. forduló
| 2000. november 15. 16:00 UTC−4 |

| Bolívia | 0–0         | Uruguay |
| ------- | ----------- | ------- |
|         | Jegyzőkönyv |         |

| Estadio Hernando Siles, La Paz Nézőszám: 29 112 Játékvezető: Horacio Elizondo (argentin) |

| 2000. november 15. 16:00 UTC−2 |

| Brazília           | 1–0         | Kolumbia |
| ------------------ | ----------- | -------- |
| Roque Júnior 90+3' | Jegyzőkönyv |          |

| Estádio do Morumbi, São Paulo Nézőszám: 56 213 Játékvezető: Jorge Larrionda (uruguayi) |

| 2000. november 15. 19:45 UTC−3 |

| Paraguay                                                                              | 5–1         | Peru       |
| ------------------------------------------------------------------------------------- | ----------- | ---------- |
| Santa Cruz 15' Del Solar 25' (öngól) Cardozo 45' Paredes 65' Chilavert 83' (11-esből) | Jegyzőkönyv | García 76' |

| Estadio Defensores del Chaco, Asunción Nézőszám: 30 000 Játékvezető: Daniel Giménez (argentin) |

| 2000. november 15. 19:45 UTC−4 |

| Venezuela  | 1–2         | Ecuador                 |
| ---------- | ----------- | ----------------------- |
| García 66' | Jegyzőkönyv | Kaviedes 3' Sánchez 23' |

| Estadio José Pachencho Romero, Maracaibo Nézőszám: 6500 Játékvezető: Eduardo Lecca (perui) |

| 2000. november 15. 21:40 UTC−3 |

| Chile | 0–2         | Argentína             |
| ----- | ----------- | --------------------- |
|       | Jegyzőkönyv | Ortega 27' Husaín 89' |

| Estadio Nacional, Santiago Nézőszám: 56 529 Játékvezető: Carlos Amarilla (paraguayi) |

### 11. forduló
| 2001. március 27. 19:00 UTC−5 |

| Kolumbia                 | 2–0         | Bolívia |
| ------------------------ | ----------- | ------- |
| Ángel 52' 73' (11-esből) | Jegyzőkönyv |         |

| Estadio El Campín, Bogotá Nézőszám: 29 998 Játékvezető: Wilson de Souza Mendonça (brazil) |

| 2001. március 27. 21:30 UTC−5 |

| Peru                                | 3–1         | Chile     |
| ----------------------------------- | ----------- | --------- |
| Maestri 53' Mendoza 72' Pizarro 81' | Jegyzőkönyv | Navia 61' |

| Estadio Nacional, Lima Nézőszám: 38 901 Játékvezető: Ángel Sánchez (argentin) |

| 2001. március 28. 15:00 UTC−5 |

| Ecuador     | 1–0         | Brazília |
| ----------- | ----------- | -------- |
| Delgado 49' | Jegyzőkönyv |          |

| Estadio Olímpico Atahualpa, Quito Nézőszám: 40 800 Játékvezető: Felipe Ramos (Mexico) |

| 2001. március 28. 19:30 UTC−3 |

| Uruguay | 0–1         | Paraguay      |
| ------- | ----------- | ------------- |
|         | Jegyzőkönyv | Alvarenga 64' |

| Estadio Centenario, Montevideo Nézőszám: 50 000 Játékvezető: José García-Aranda (spanyol) |

| 2001. március 28. 21:45 UTC−3 |

| Argentína                                              | 5–0         | Venezuela |
| ------------------------------------------------------ | ----------- | --------- |
| Crespo 13' Sorín 31' Verón 51' Gallardo 60' Samuel 85' | Jegyzőkönyv |           |

| Estadio Monumental Antonio Vespucio Liberti, Buenos Aires Nézőszám: 32 000 Játékvezető: Gilberto Hidalgo (perui) |

### 12. forduló
| 2001. április 24. 16:00 UTC−5 |

| Ecuador         | 2–1         | Paraguay    |
| --------------- | ----------- | ----------- |
| Delgado 44' 52' | Jegyzőkönyv | Cardozo 26' |

| Estadio Olímpico Atahualpa, Quito Nézőszám: 30 145 Játékvezető: Ángel Sánchez (argentin) |

| 2001. április 24. 19:15 UTC−4 |

| Venezuela             | 2–2         | Kolumbia               |
| --------------------- | ----------- | ---------------------- |
| Rondón 22' Arango 82' | Jegyzőkönyv | Bedoya 83' Bonilla 88' |

| Estadio Polideportivo de Pueblo Nuevo, San Cristóbal Nézőszám: 19 000 Játékvezető: Guido Aros (chilei) |

| 2001. április 24. 21:00 UTC−4 |

| Chile | 0–1         | Uruguay          |
| ----- | ----------- | ---------------- |
|       | Jegyzőkönyv | Díaz 12' (öngól) |

| Estadio Nacional, Santiago Nézőszám: 45 676 Játékvezető: Horacio Elizondo (argentin) |

| 2001. április 25. 16:00 UTC−4 |

| Bolívia                       | 3–3         | Argentína            |
| ----------------------------- | ----------- | -------------------- |
| Paz 39' Colque 54' Botero 81' | Jegyzőkönyv | Crespo 44' Sorín 90' |

| Estadio Hernando Siles, La Paz Nézőszám: 35 000 Játékvezető: Óscar Ruiz (kolumbiai) |

| 2001. április 25. 21:45 UTC−3 |

| Brazília    | 1–1         | Peru        |
| ----------- | ----------- | ----------- |
| Romário 65' | Jegyzőkönyv | Pajuelo 77' |

| Estadio do Morumbi, São Paulo Nézőszám: 55 000 Játékvezető: Abd er-Rahmán ez-Zejd (Szaúd-arábiai) |

### 13. forduló
| 2001. június 2. 16:00 UTC−5 |

| Peru       | 1–2         | Ecuador                  |
| ---------- | ----------- | ------------------------ |
| Pizarro 2' | Jegyzőkönyv | Méndez 11' Delgado 90+1' |

| Estadio Monumental "U", Lima Nézőszám: 54 236 Játékvezető: Antonio Marrufo (mexikói) |

| 2001. június 2. 19:15 UTC−4 |

| Paraguay      | 1–0         | Chile |
| ------------- | ----------- | ----- |
| Paredes 90+2' | Jegyzőkönyv |       |

| Estadio Defensores del Chaco, Asunción Nézőszám: 35 000 Játékvezető: Rodrigo Badilla (Costa Rica-i) |

| 2001. június 3. 15:00 UTC−3 |

| Argentína                            | 3–0         | Kolumbia |
| ------------------------------------ | ----------- | -------- |
| González 22' C. López 35' Crespo 38' | Jegyzőkönyv |          |

| Estadio Monumental Antonio Vespucio Liberti, Buenos Aires Nézőszám: 46 500 Játékvezető: Mario Sánchez Yantén (chilei) |

| 2001. június 3. 16:00 UTC−4 |

| Bolívia                                          | 5–0         | Venezuela |
| ------------------------------------------------ | ----------- | --------- |
| Baldivieso 32' 68' Botero 35' 50' Justiniano 38' | Jegyzőkönyv |           |

| Estadio Hernando Siles, La Paz Nézőszám: 25 000 Játékvezető: José Carpio (ecuadori) |

| 2001. július 1. 16:00 UTC−3 |

| Uruguay                   | 1–0         | Brazília |
| ------------------------- | ----------- | -------- |
| Magallanes 33' (11-esből) | Jegyzőkönyv |          |

| Estadio Centenario, Montevideo Nézőszám: 61 249 Játékvezető: Hugh Dallas (skót) |

### 14. forduló
| 2001. augusztus 14. 19:00 UTC−4 |

| Venezuela            | 2–0         | Uruguay |
| -------------------- | ----------- | ------- |
| Morán 52' Rondón 90' | Jegyzőkönyv |         |

| Estadio José Pachencho Romero, Maracaibo Nézőszám: 8500 Játékvezető: Antonio Marrufo Mendoza (mexikói) |

| 2001. augusztus 14. 21:30 UTC−4 |

| Chile         | 2–2         | Bolívia                               |
| ------------- | ----------- | ------------------------------------- |
| Salas 35' 75' | Jegyzőkönyv | Baldivieso 19' (11-esből) Coimbra 71' |

| Estadio Nacional, Santiago Nézőszám: 34 657 Játékvezető: Daniel Giménez (argentin) |

| 2001. augusztus 15. 16:00 UTC−5 |

| Ecuador | 0–2         | Argentína                       |
| ------- | ----------- | ------------------------------- |
|         | Jegyzőkönyv | Verón 19' Crespo 34' (11-esből) |

| Estadio Olímpico Atahualpa, Quito Nézőszám: 38 156 Játékvezető: Stefano Braschi (olasz) |

| 2001. augusztus 15. 21:40 UTC−3 |

| Brazília                          | 2–0         | Paraguay |
| --------------------------------- | ----------- | -------- |
| Marcelinho Paraíba 4' Rivaldo 69' | Jegyzőkönyv |          |

| Estádio Olímpico Monumental, Porto Alegre Nézőszám: 48 000 Játékvezető: Hellmut Krug (német) |

| 2001. augusztus 16. 20:00 UTC−5 |

| Kolumbia | 0–1         | Peru       |
| -------- | ----------- | ---------- |
|          | Jegyzőkönyv | Solano 47' |

| Estadio El Campín, Bogotá Nézőszám: 33 875 Játékvezető: Felipe Ramos (mexikói) |

### 15. forduló
| 2001. szeptember 4. 20:00 UTC−3 |

| Chile | 0–2         | Venezuela           |
| ----- | ----------- | ------------------- |
|       | Jegyzőkönyv | Páez 56' Arango 62' |

| Estadio Nacional, Santiago Nézőszám: 30 000 Játékvezető: René Ortubé (bolíviai) |

| 2001. szeptember 4. 21:00 UTC−5 |

| Peru | 0–2         | Uruguay              |
| ---- | ----------- | -------------------- |
|      | Jegyzőkönyv | Silva 11' Recoba 45' |

| Estadio Nacional, Lima Nézőszám: 36 226 Játékvezető: Anders Frisk (svéd) |

| 2001. szeptember 5. 19:00 UTC−4 |

| Paraguay                                                 | 5–1         | Bolívia |
| -------------------------------------------------------- | ----------- | ------- |
| Paredes 33' Cardozo 45' 89' Chilavert 50' Santa Cruz 69' | Jegyzőkönyv | Paz 15' |

| Estadio Defensores del Chaco, Asunción Nézőszám: 25 000 Játékvezető: Luis Solórzano (venezuelai) |

| 2001. szeptember 5. 20:00 UTC−3 |

| Argentína                     | 2–1         | Brazília         |
| ----------------------------- | ----------- | ---------------- |
| Gallardo 76' Cris 84' (öngól) | Jegyzőkönyv | Ayala 2' (öngól) |

| Estadio Monumental Antonio Vespucio Liberti, Buenos Aires Nézőszám: 51 000 Játékvezető: Urs Meier (svájci) |

| 2001. szeptember 5. 20:30 UTC−5 |

| Kolumbia | 0–0         | Ecuador |
| -------- | ----------- | ------- |
|          | Jegyzőkönyv |         |

| Estadio El Campín, Bogotá Nézőszám: 28 487 Játékvezető: Jusszuf al-Akili (Szaúd-arábiai) |

### 16. forduló
| 2001. október 6. 16:00 UTC−4 |

| Bolívia     | 1–5         | Ecuador                                                         |
| ----------- | ----------- | --------------------------------------------------------------- |
| Galindo 59' | Jegyzőkönyv | de la Cruz 13' Delgado 23' Kaviedes 56' Fernández 89' Gómez 90' |

| Estadio Hernando Siles, La Paz Nézőszám: 8000 Játékvezető: Ángel Sánchez (argentin) |

| 2001. október 6. 19:30 UTC−4 |

| Venezuela                  | 3–0         | Peru |
| -------------------------- | ----------- | ---- |
| Alvarado 54' 77' Morán 80' | Jegyzőkönyv |      |

| Estadio Polideportivo de Pueblo Nuevo, San Cristóbal Nézőszám: 17 220 Játékvezető: Mario Sánchez Yantén (chilei) |

| 2001. október 7. 16:00 UTC−3 |

| Uruguay                   | 1–1         | Kolumbia        |
| ------------------------- | ----------- | --------------- |
| Magallanes 34' (11-esből) | Jegyzőkönyv | Valentierra 67' |

| Estadio Centenario, Montevideo Nézőszám: 60 000 Játékvezető: Pierluigi Collina (olasz) |

| 2001. október 7. 16:00 UTC−3 |

| Brazília                | 2–0         | Chile |
| ----------------------- | ----------- | ----- |
| Edílson 52' Rivaldo 63' | Jegyzőkönyv |       |

| Estádio Couto Pereira, Curitiba Nézőszám: 52 000 Játékvezető: Horacio Elizondo (argentin) |

| 2001. október 7. 18:15 UTC−3 |

| Paraguay                              | 2–2         | Argentína                    |
| ------------------------------------- | ----------- | ---------------------------- |
| Chilavert 51' (11-esből) Morínigo 70' | Jegyzőkönyv | Pochettino 67' Batistuta 73' |

| Estadio Defensores del Chaco, Asunción Nézőszám: 45 000 Játékvezető: Gilberto Hidalgo (perui) |

### 17. forduló
| 2001. november 7. 16:00 UTC−5 |

| Kolumbia                                       | 3–1         | Chile       |
| ---------------------------------------------- | ----------- | ----------- |
| Grisales 19' Ángel 67' (11-esből) González 68' | Jegyzőkönyv | Riveros 39' |

| Estadio El Campín, Bogotá Nézőszám: 16 050 Játékvezető: Daniel Giménez (argentin) |

| 2001. november 7. 16:00 UTC−5 |

| Ecuador      | 1–1         | Uruguay                |
| ------------ | ----------- | ---------------------- |
| Kaviedes 72' | Jegyzőkönyv | Olivera 43' (11-esből) |

| Estadio Olímpico Atahualpa, Quito Nézőszám: 40 000 Játékvezető: Felipe Ramos (mexikói) |

| 2001. november 7. 20:00 UTC−4 |

| Bolívia                               | 3–1         | Brazília    |
| ------------------------------------- | ----------- | ----------- |
| Paz 42' Baldivieso 70' 89' (11-esből) | Jegyzőkönyv | Edílson 26' |

| Estadio Hernando Siles, La Paz Nézőszám: 32 574 Játékvezető: Luis Solórzano (venezuelai) |

| 2001. november 8. 18:00 UTC−3 |

| Argentína               | 2–0         | Peru |
| ----------------------- | ----------- | ---- |
| Samuel 46' C. López 84' | Jegyzőkönyv |      |

| Estadio Monumental Antonio Vespucio Liberti, Buenos Aires Nézőszám: 18 901 Játékvezető: Jorge Larrionda (uruguayi) |

| 2001. november 8. 19:00 UTC−4 |

| Venezuela                         | 3–1         | Paraguay            |
| --------------------------------- | ----------- | ------------------- |
| Morán 2' Noriega 22' González 40' | Jegyzőkönyv | Arce 28' (11-esből) |

| Estadio Polideportivo de Pueblo Nuevo, San Cristóbal Nézőszám: 22 500 Játékvezető: Horacio Elizondo (argentin) |

### 18. forduló
| 2001. november 14. 20:30 UTC−5 |

| Peru    | 1–1         | Bolívia      |
| ------- | ----------- | ------------ |
| Alva 8' | Jegyzőkönyv | Castillo 87' |

| Estadio Monumental "U", Lima Nézőszám: 2374 Játékvezető: Héctor Baldassi (argentin) |

| 2001. november 14. 20:40 UTC−3 |

| Uruguay   | 1–1         | Argentína    |
| --------- | ----------- | ------------ |
| Silva 19' | Jegyzőkönyv | C. López 44' |

| Estadio Centenario, Montevideo Nézőszám: 48 100 Játékvezető: Markus Merk (német) |

| 2001. november 14. 20:40 UTC−3 |

| Chile | 0–0         | Ecuador |
| ----- | ----------- | ------- |
|       | Jegyzőkönyv |         |

| Estadio Nacional, Santiago Nézőszám: 19 237 Játékvezető: Juan Paniagua (bolíviai) |

| 2001. november 14. 20:40 UTC−3 |

| Paraguay | 0–4         | Kolumbia                                        |
| -------- | ----------- | ----------------------------------------------- |
|          | Jegyzőkönyv | Aristizábal 24' 34' (11-esből) 62' Castillo 82' |

| Estadio Defensores del Chaco, Asunción Nézőszám: 25 000 Játékvezető: Graham Poll (angol) |

| 2001. november 14. 20:40 UTC−3 |

| Brazília                   | 3–0         | Venezuela |
| -------------------------- | ----------- | --------- |
| Luizao 12' 19' Rivaldo 34' | Jegyzőkönyv |           |

| Estadio Governador Joao Castelo, Sao Luís Nézőszám: 65 000 Játékvezető: Daniel Giménez (argentin) |

## Interkontinentális pótselejtező
| 1. csapat  | Össz.Tooltip Aggregate score | 2. csapat | 1. mérk. | 2. mérk. |
| ---------- | ---------------------------- | --------- | -------- | -------- |
| Ausztrália | 1–3                          | Uruguay   | 1–0      | 0–3      |

## Kijutott csapatok
Az alábbi öt csapat jutott ki a CONMEBOL-zónából a 2002-es labdarúgó-világbajnokságra.
| Csapat    | Kijutás                            | Kijutás dátuma      | Korábbi részvételek a világbajnokságon1                                                                      |
| --------- | ---------------------------------- | ------------------- | --- |
| Argentína | 1. hely                            | 2001. augusztus 15. | 12 (1930, 1934, 1958, 1962, 1966, 1974, 1978, 1982, 1986, 1990, 1994, 1998)                                  |
| Ecuador   | 2. hely                            | 2001. november 14.  | 0 (debütálás)                                                                                                |
| Brazília  | 3. hely                            | 2001. november 14.  | 16 (összes) (1930, 1934, 1938, 1950, 1954, 1958, 1962, 1966, 1970, 1974, 1978, 1982, 1986, 1990, 1994, 1998) |
| Paraguay  | 4. hely                            | 2001. november 8.   | 5 (1930, 1950, 1958, 1986, 1998)                                                                             |
| Uruguay   | OFC–CONMEBOL pótselejtező győztese | 2001. november 25.  | 9 (1930, 1950, 1954, 1962, 1966, 1970, 1974, 1986, 1990)                                                     |

1 Félkövérrel az adott év világbajnokai vannak jelölve. Dőlt betűvel az adott év rendezői kerültek feltüntetésre.